# Inmigración venezolana en Francia
Los venezolanos en Francia forman la comunidad latinoamericana más numerosa en dicho país. Aunque aproximadamente más de la mitad se encuentra ubicada en París, en Francia vive la cuarta mayor comunidad de venezolanos de Europa. Actualmente, más de 24.540 venezolanos se encuentran residenciados en Francia.

## Historia
Durante la crisis de refugiados venezolana, durante la cual muchos venezolanos buscaron emigrar a Europa, Francia fue, después de España, Italia, Portugal, Reino Unido y Alemania, uno de los países que más venezolanos acogió en Europa. El perfil de los inmigrantes venezolanos en el territorio francés es el de profesionales y jóvenes con carreras universitarias, o estudiantes que buscan matricularse en el país en cursos relacionados con el arte, como la fotografía, el cine y el diseño.

## Cultura

### Lengua
La mayoría de los venezolanos que emigran a Francia hablan tanto español como francés. El uso del francés es muy importante entre personas de negocios y que tiene un trabajo en Francia, por lo que el francés es el idioma preferido para ellos. Sin embargo, en casa con sus familias suelen hablar en español. Un buen número de venezolanos afincados en Francia puede hablar también en inglés, especialmente en el ámbito de los negocios.